# Parte Zaharra

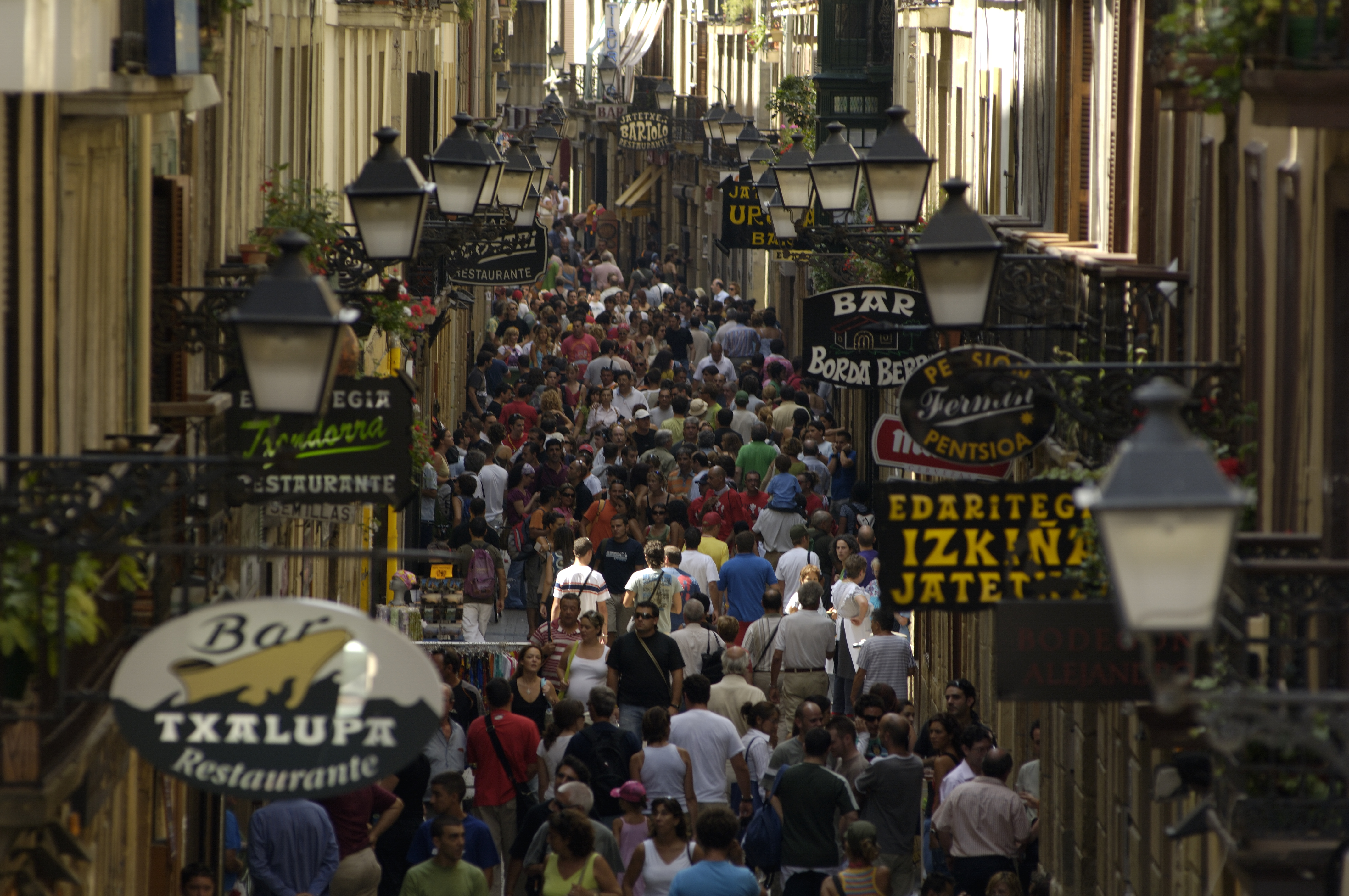
Calle Fermín Calbeton in Parte Zaharra

Parte Zaharra (officiële naam, een samentrekking van Spaans: Parte vieja en Baskisch: Alde Zaharra, "oude deel" of "oude stad") is de oude binnenstad van de Spaanse stad San Sebastian in de autonome gemeenschap Baskenland. Parte Vieja bevindt zich aan de voet van de heuvel Urgull, ingeklemd tussen de monding van de rivier Urumea en de baai La Concha, waar het tegen de haven van de stad aan ligt. De wijk maakt deel uit van het district Centro, maar is niet het eigenlijke centrum van de stad, die functie wordt vervuld door de eind 19e-eeuwse wijk Ensanche Cortázar die aan de zuidkant tegen Parte Zaharra aanligt en ervan wordt gescheiden door de straat Boulevard. 
Parte Zaharra was de gehele stad San Sebastian vanaf dat de stad gesticht werd, eind 12e eeuw, tot de muren af werden gebroken in 1863. Van deze muren zijn er nog enkele resten over aan de westzijde, bij de haven, waar er zelfs nog een poort bewaard is gebleven, Portaletas. Desalniettemin is de bebouwing van de wijk vrij recent, omdat in de Spaanse Onafhankelijkheidsoorlog tijdens het beleg van San Sebastian  op 31 augustus 1813 Portugese en Britse troepen de stad hebben geplunderd en af hebben gebrand. Alleen een huizenblok waar deze troepen in gehuisvest waren en enkele religieuze gebouwen, zoals de basiliek van de Heilige Maria van het Koor, de kerk van San Vicente en het klooster van San Telmo, nu het Museo San Telmo, hebben deze brand overleefd. Andere monumenten in de wijk, zoals de Plaza de la Constitución met het voormalige stadhuis en de karakteristieke bogengalerijen rondom, zijn tijdens de wederopbouw neergezet. 
Toen op 22 april 1863 de stadsmuren neergehaald mochten worden, woonden in San Sebastian zo'n 15.000 mensen, waarvan zo'n 10.000 op de 10 ha. die de oude stad groot is.